# Olympische Sommerspiele 1976/Teilnehmer (Indien)
| Gelbes Symbol für Goldmedaillen mit stilisierten Olympischen Ringen | Graues Symbol für Silbermedaillen mit stilisierten Olympischen Ringen | Braundes Symbol für Bronzemedaillen mit stilisierten Olympischen Ringen |
| ------------------------------------------------------------------- | --------------------------------------------------------------------- | ----------------------------------------------------------------------- |
| —                                                                   | —                                                                     | —                                                                       |

Indien nahm an den Olympischen Sommerspielen 1976 in Montreal mit einer Delegation von 26 männlichen Athleten an zehn Wettkämpfen in fünf Sportarten teil. Ein Medaillengewinn gelang keinem der Athleten.

## Teilnehmer nach Sportarten

### Boxen
- Sahadeo Kumar Rai
Federgewicht: in der 1. Runde ausgeschieden

- Chenanda Machiah
Halbweltergewicht: in der 1. Runde ausgeschieden

### Gewichtheben
- Anil Mondal
Fliegengewicht: Wettkampf nicht beendet

### Hockey
- 7. Platz
Ajitpal Singh
V. J. Phillips
Baldev Singh
Ashok Diwan
Govinda Billimogaputtaswamy
Ashok Kumar
Varinder Singh
Harcharan Singh
Mohinder Singh
Aslam Sher Khan
Syed Ali
Bir Bahadur Chettri
Chand Singh
Ajit Singh
Surjit Singh
Vasudevan Bhaskaran

### Leichtathletik
- Sriram Singh
800 m: 7. Platz

- Hari Chand
10.000 m: im Vorlauf ausgeschieden

- Shivnath Singh
Marathon: 11. Platz

- T. C. Yohannan
Weitsprung: 16. Platz

### Schießen
- Randhir Singh
Trap: 21. Platz

- Sandhu Singh Gurbir
Skeet: 56. Platz

- Bhim Singh
Skeet: 67. Platz